# Вей Сє
Вей Сє (衛協, 2-а пол. III ст. —поч. IV ст.) — китайський художник часів династії Західна Цзінь.

## Життєпис
Про родину, дату й місце народження немає жодних відомостей. Замолоду був учнем Цао Бусіна. Згодом виробив власний стиль. Він працював в державі Західна Цзінь, що існував в 265–316 роках, і мав там звання «мудреця-художника».

## Творчість
Вей Сє працював у побутовому жанрі, проте головною його спеціалізацією були картини на буддійські теми та розпису буддійських храмів.найвідомішою картиною-сувоєм є «Шаньлінюан».